# Reka (Kraljevo)
Reka (Servisch cyrillisch Река) is een plaats in de Servische gemeente Kraljevo. De plaats telt 166 inwoners (2002).